# Hydrotaea exigua
Hydrotaea exigua este o specie de muște din genul Hydrotaea, familia Muscidae, descrisă de Shinonaga și Tadao Kano în anul 1983. Conform Catalogue of Life specia Hydrotaea exigua nu are subspecii cunoscute.